# Liste de fleuves de France

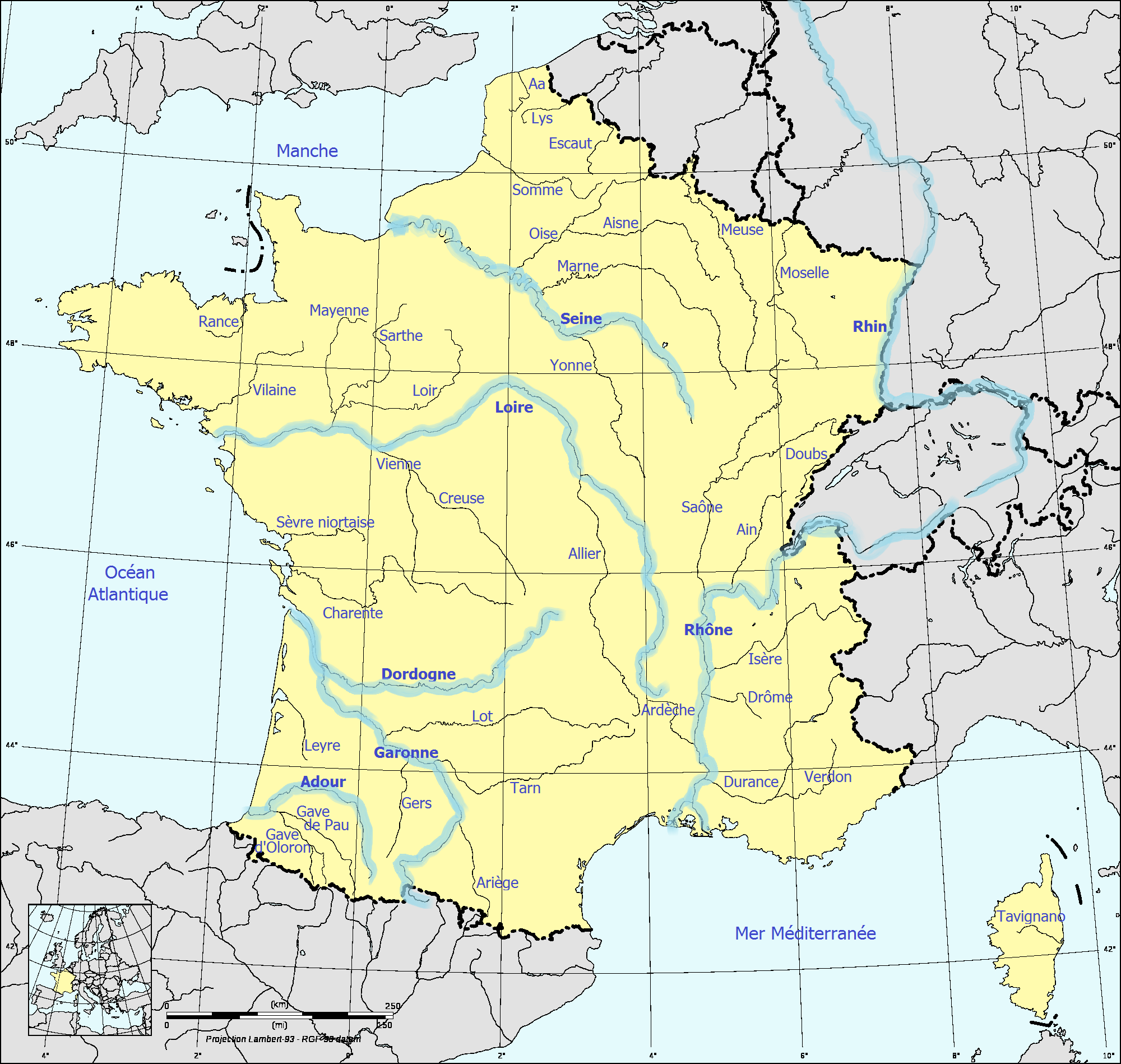
Carte de France métropolitaine présentant les principaux fleuves et rivières.

Ces tableaux présentent le classement non exhaustif des fleuves de France, qui peuvent être classés selon leur longueur sur le territoire national. La liste se base sur la définition du dictionnaire Larousse, qualifiant de « fleuve » un « cours d'eau finissant dans la mer et souvent formé par la réunion d'un certain nombre de rivières », ce qui exclut de très longues rivières ne se jetant pas dans la mer comme l'Allier ou la Saône. Les rivières du pays sont traitées dans un article séparé.
Le tableau a une option qui permet de les classer par longueur, mais une liste spécifique, fleuves et rivières confondus effectue le classement par leur longueur de tous les cours d'eau pour la partie coulant en France.
Le Rhin est le plus long de tous ces fleuves, devant la Loire, la Meuse, le Rhône, la Seine et la Garonne, mais une partie seulement du cours de la Meuse et du Rhin est sur le territoire français, où c'est la Loire la plus longue, devant le Rhône, la Seine et la Garonne.

## France métropolitaine

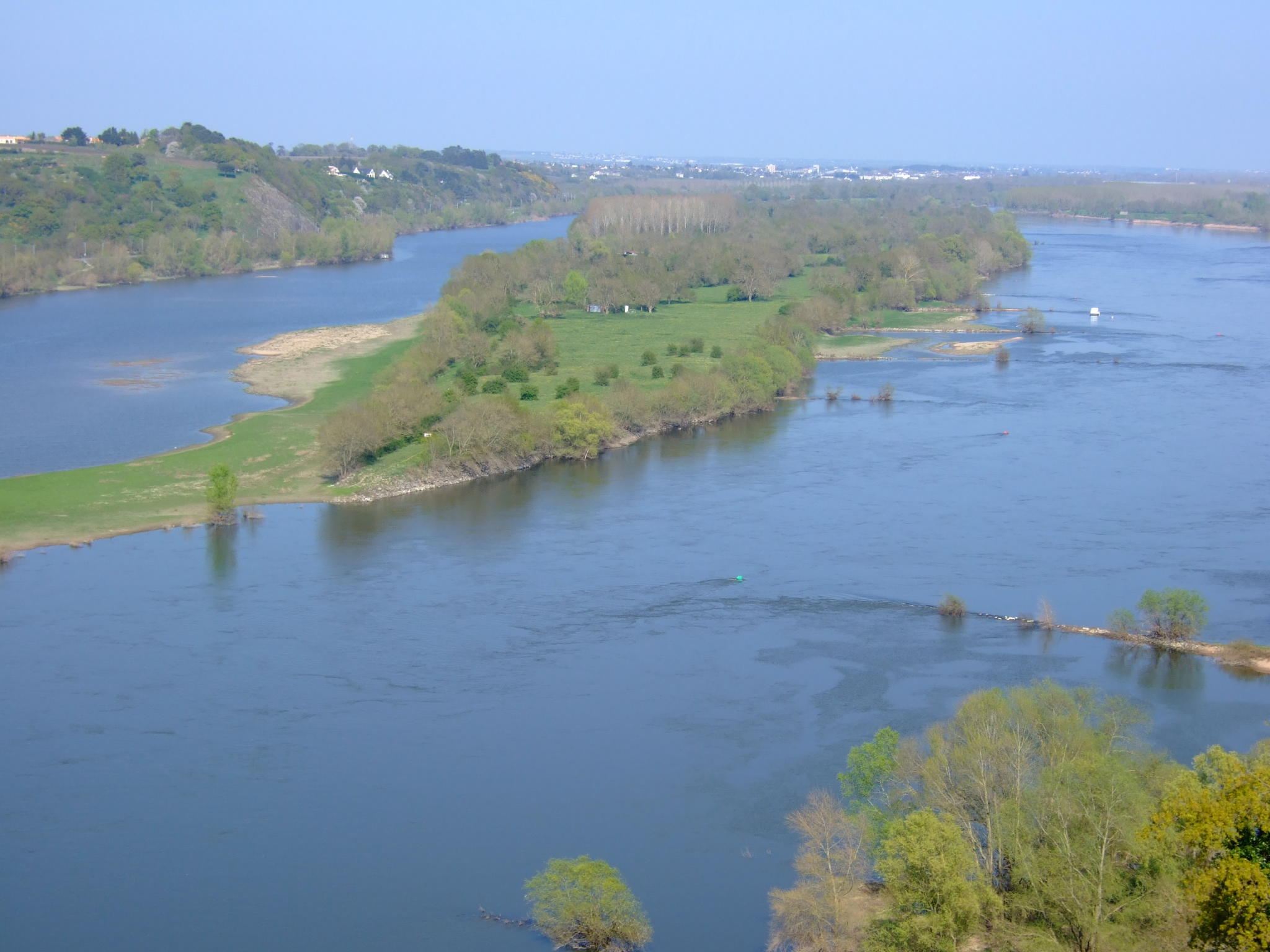
La Loire.
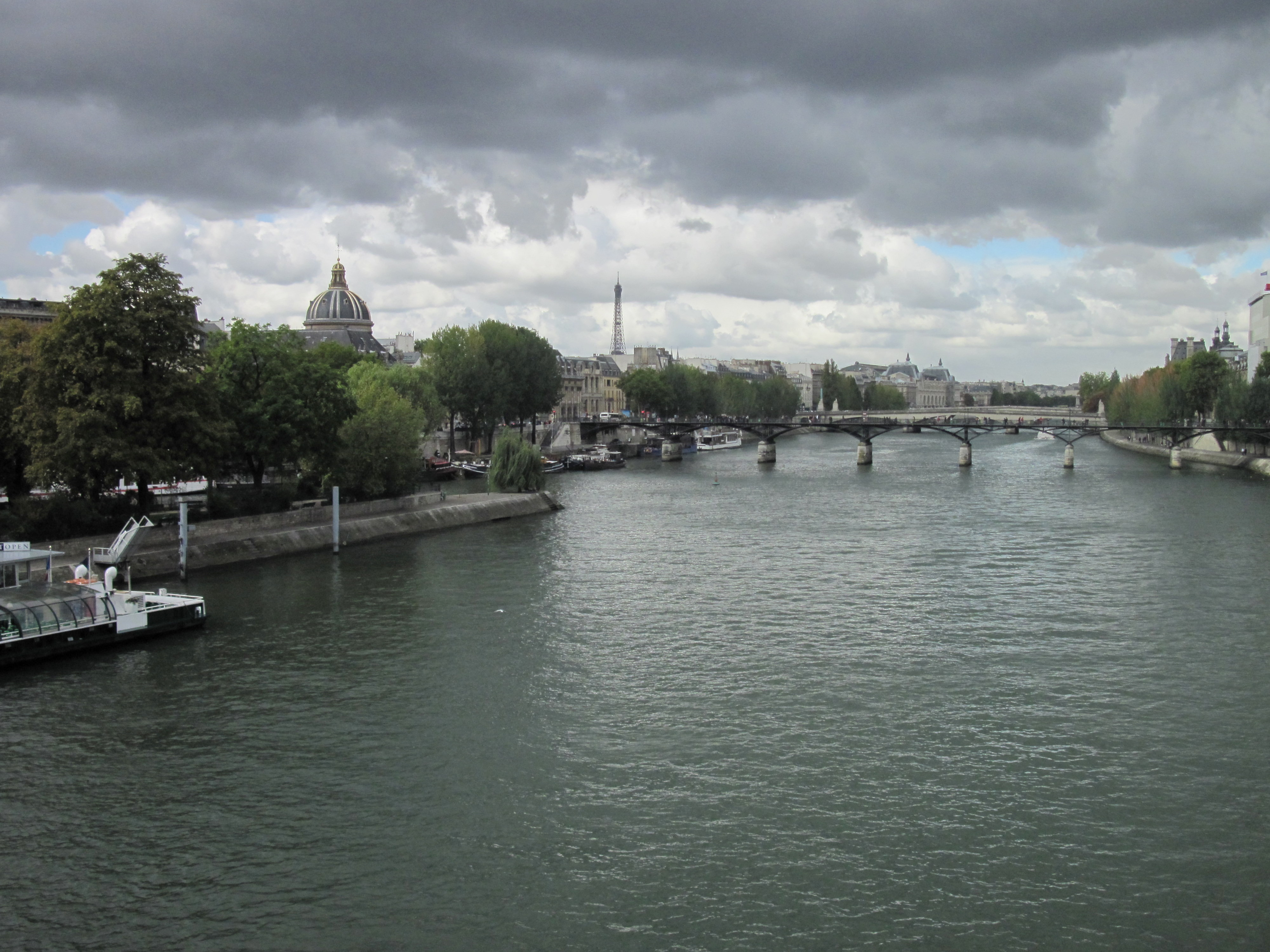
La Seine.
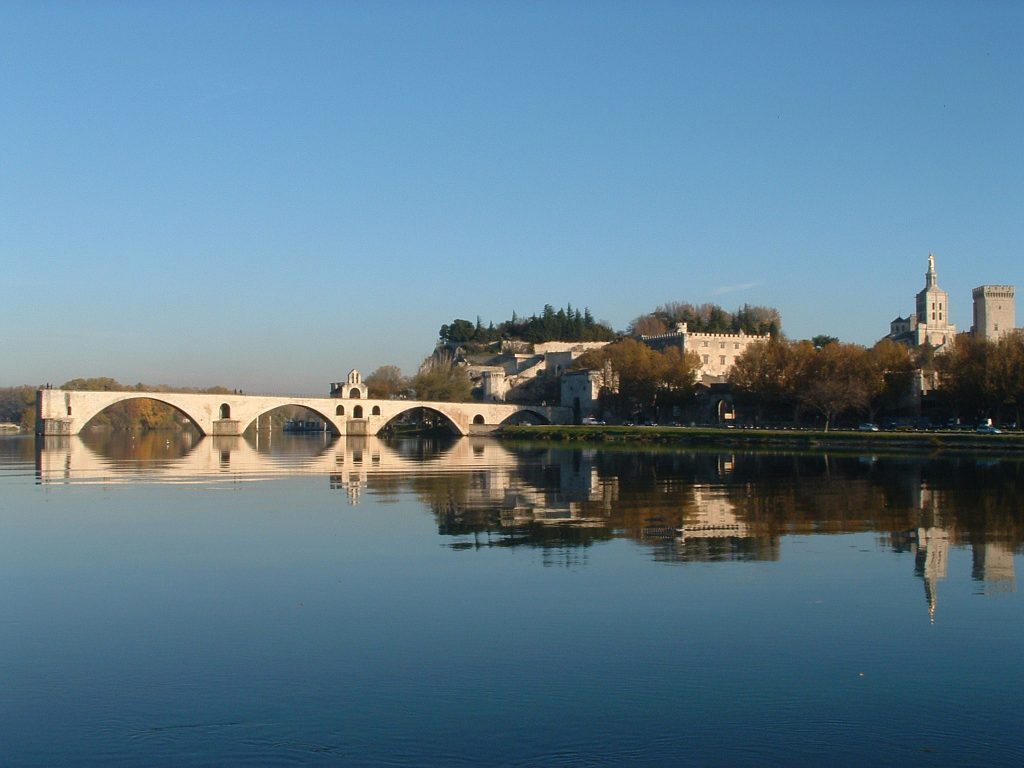
Le Rhône.
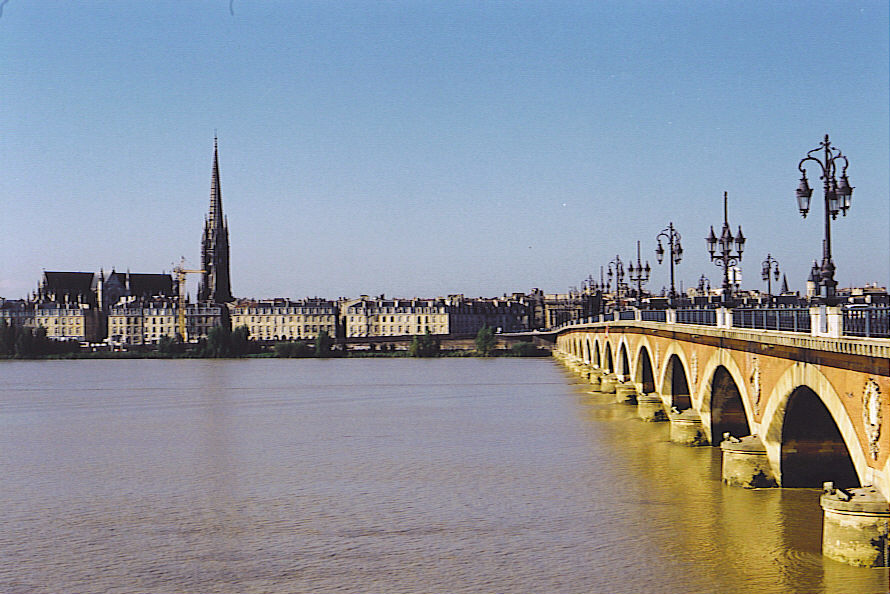
La Garonne.
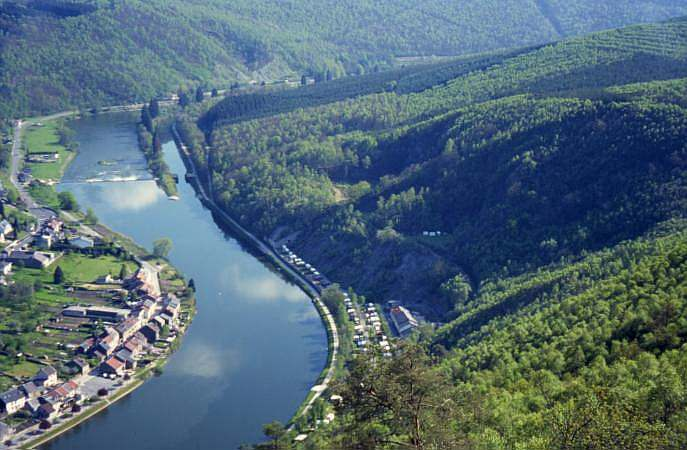
La Meuse.
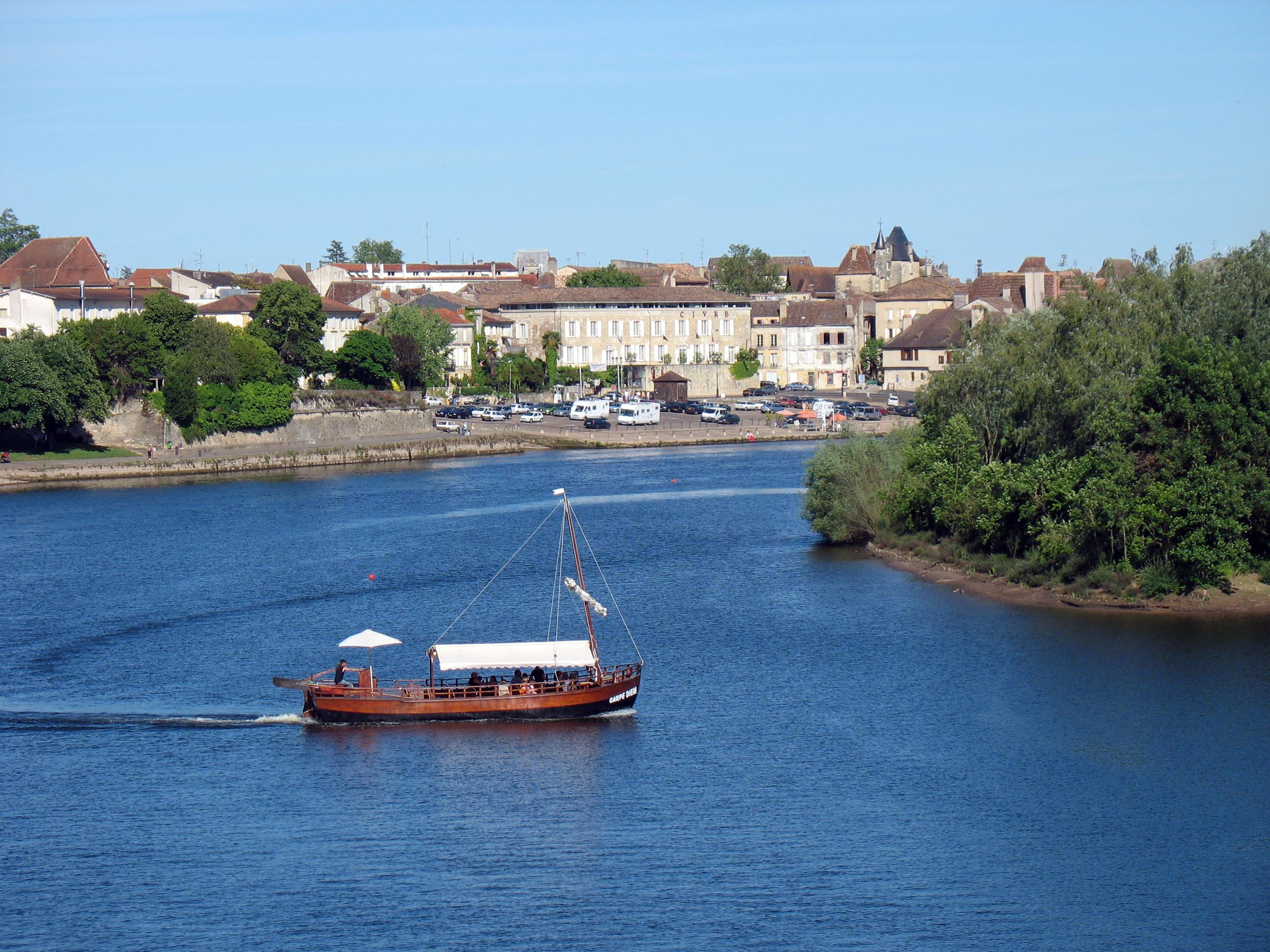
La Dordogne.
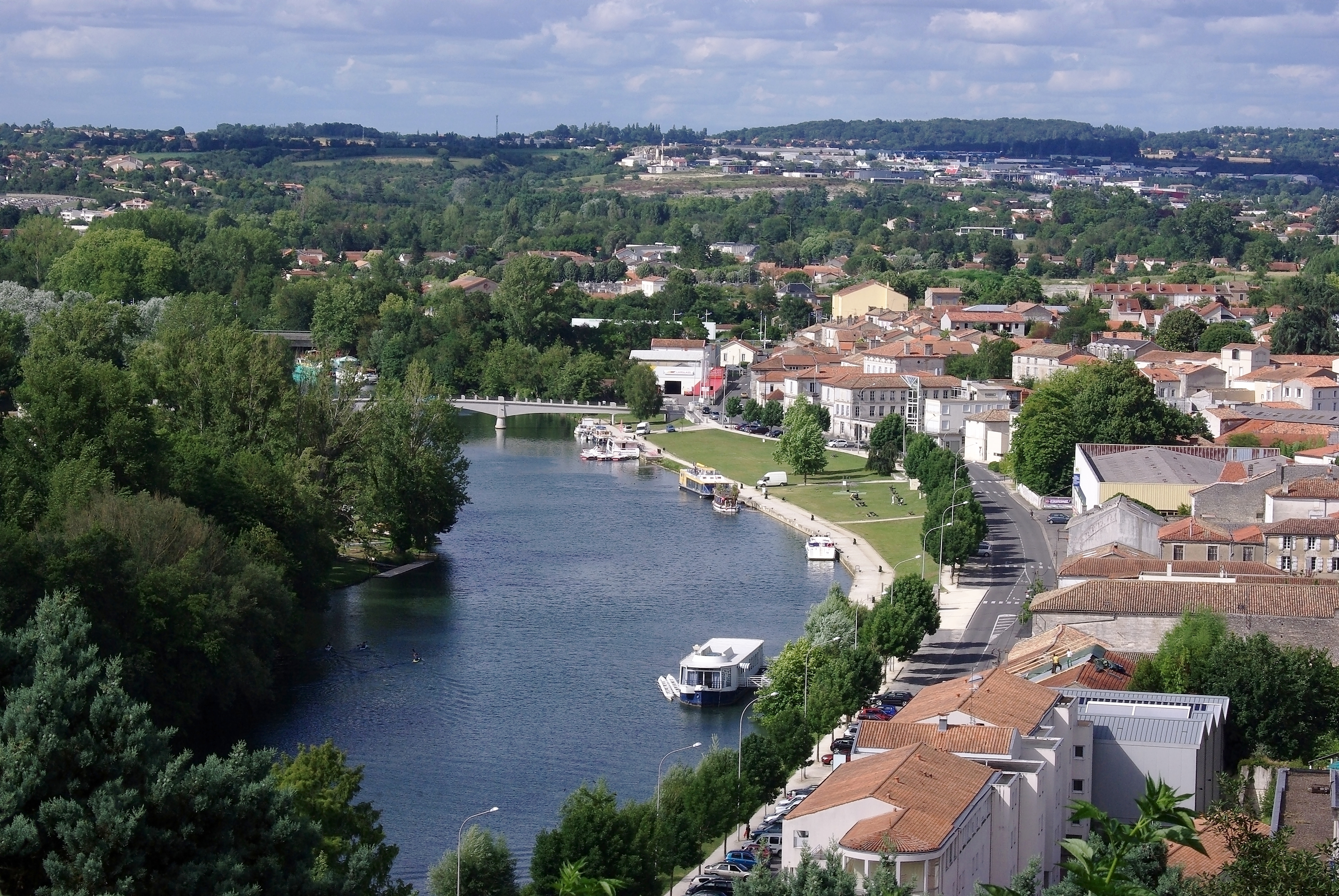
La Charente.
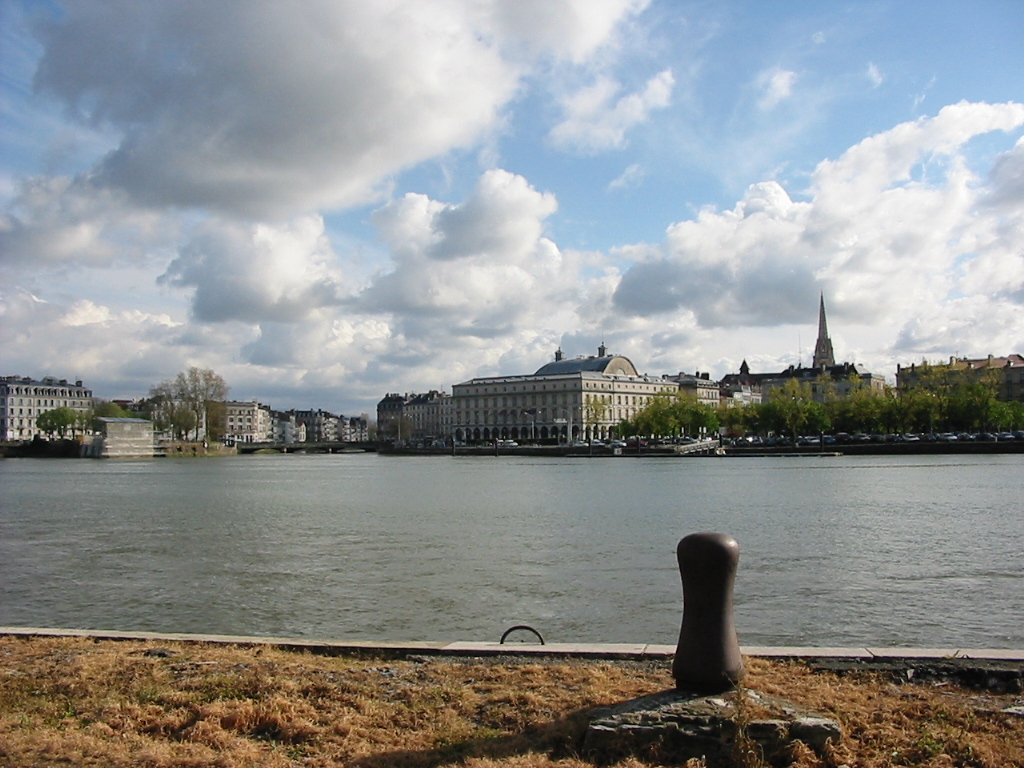
L'Adour.
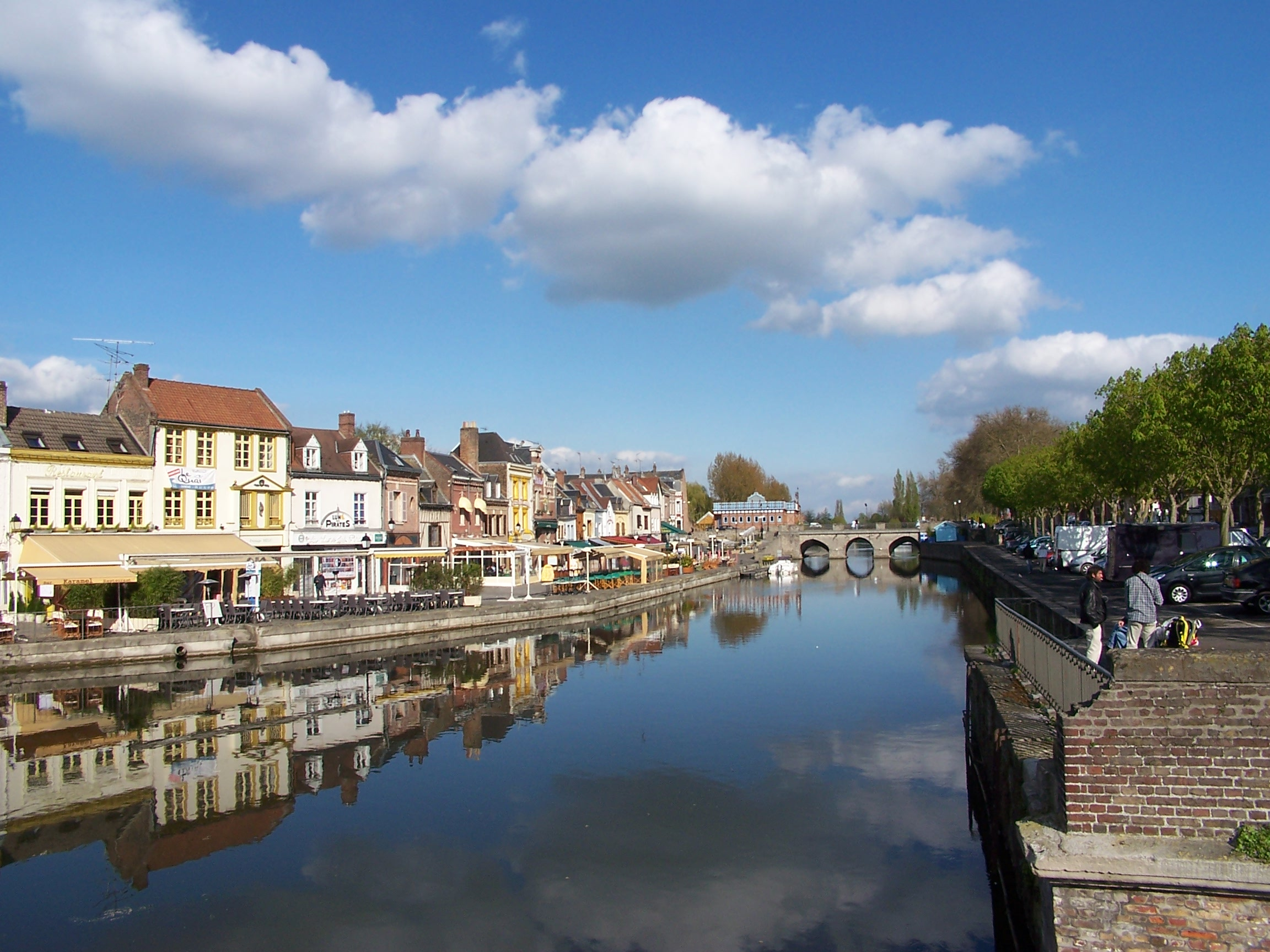
La Somme.
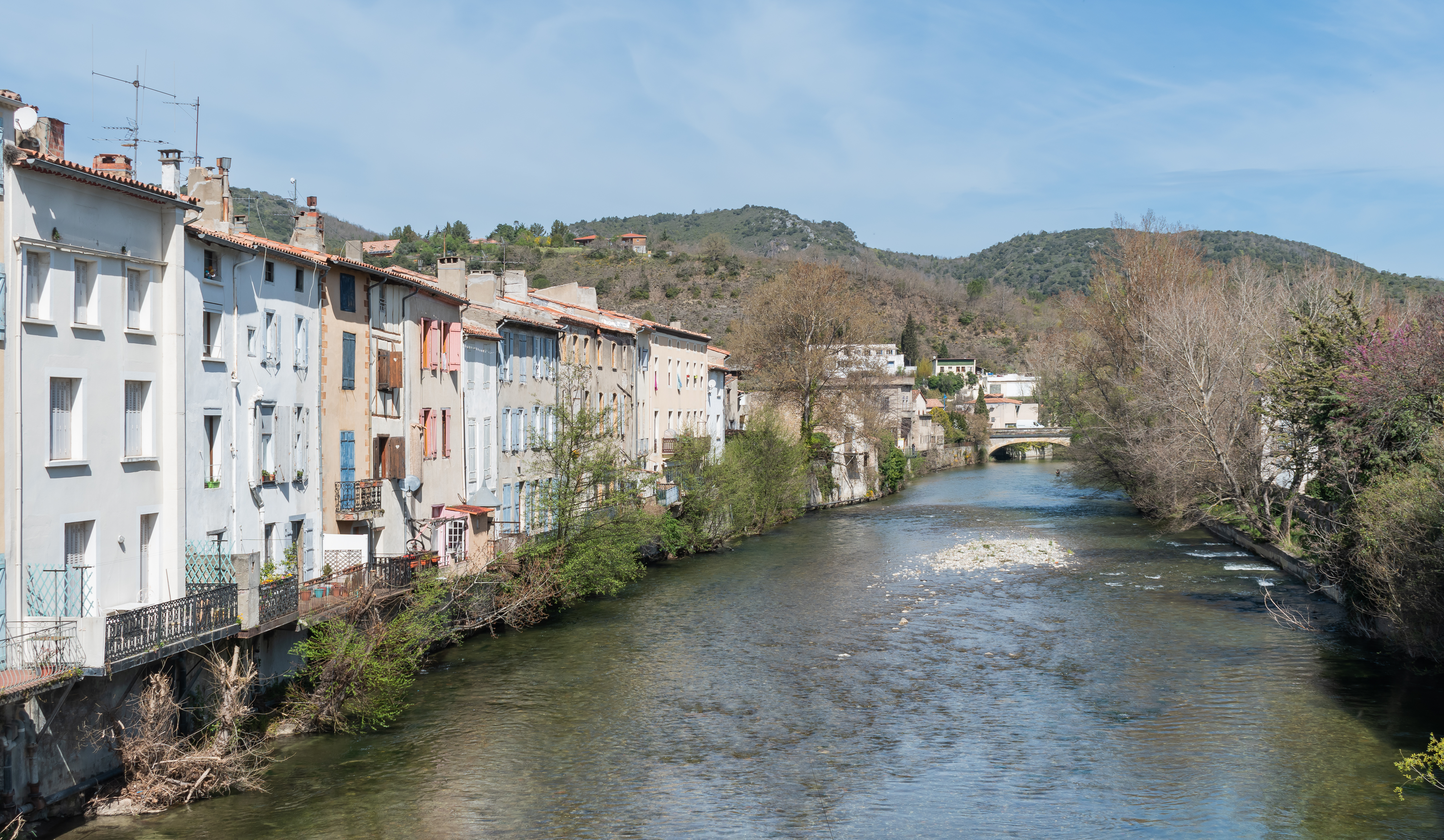
L'Aude.
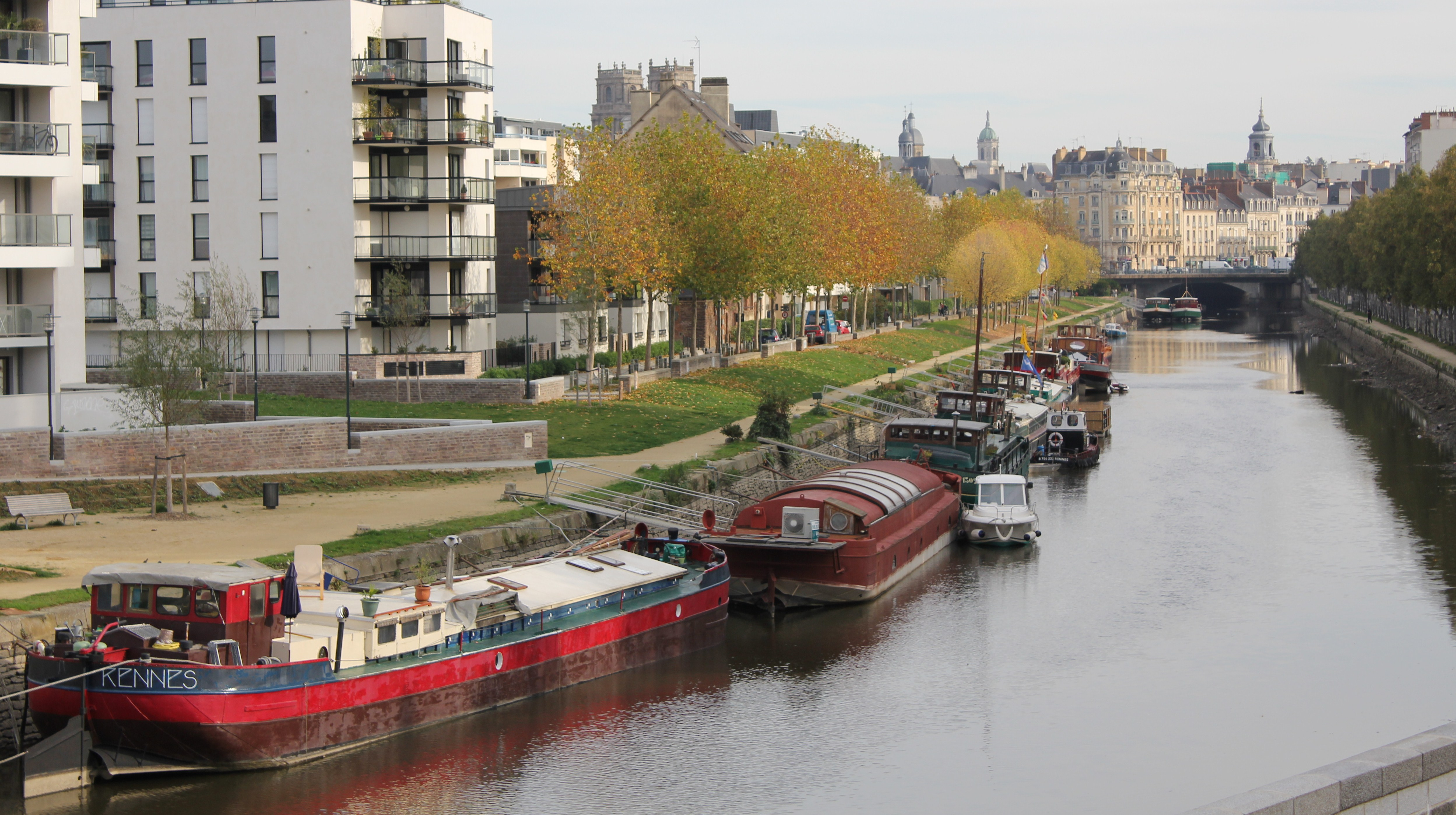
La Vilaine.

Bassins versants des fleuves au module supérieur à 150 m 3/s.

Sans être exhaustive, cette liste des cours d'eau métropolitains est classée, par défaut, en ordre alphabétique croissant. Il est indiqué leur longueur et le nom de la mer ou océan dans lequel chacun se déverse.
| Fleuve                    | Embouchure                                | Longueur totale (km) | Longueur en France (km) | Adjectif correspondant |
| ------------------------- | ----------------------------------------- | -------------------- | ----------------------- | ---------------------- |
| Aa                        | Mer du Nord                               | 89                   | 89                      |                        |
| Abatesco                  | Mer Tyrrhénienne                          | 25                   | 25                      |                        |
| Aber-Benoît               | Manche                                    | 31                   | 31                      |                        |
| Aber-Ildut                | Mer d'Iroise                              | 24                   | 24                      |                        |
| Aber-Wrac'h               | Manche                                    | 33                   | 33                      |                        |
| Acqua Tignese             | Mer de Ligurie                            | 8,7                  | 8,7                     |                        |
| Adour                     | Océan Atlantique                          | 308                  | 308                     | adouréen(ne)           |
| Agay                      | Mer Méditerranée                          | 11                   | 11                      |                        |
| Agly                      | Mer Méditerranée                          | 80                   | 80                      |                        |
| Alesani                   | Mer Tyrrhénienne                          | 25                   | 25                      |                        |
| Aliso                     | Mer Méditerranée                          | 21                   | 21                      |                        |
| Alistro                   | Mer Tyrrhénienne                          | 12                   | 12                      |                        |
| Arc                       | Mer Méditerranée                          | 83                   | 83                      |                        |
| Argens                    | Mer Méditerranée                          | 116                  | 116                     |                        |
| Riou de l'Argentière      | Mer Méditerranée                          | 15                   | 15                      |                        |
| Arguenon                  | Manche                                    | 53                   | 53                      |                        |
| Arques                    | Manche                                    | 6                    | 6                       |                        |
| Aude                      | Mer Méditerranée                          | 224                  | 224                     | audois(e)              |
| Aulne                     | Mer d'Iroise                              | 144                  | 144                     |                        |
| Rivière d'Auray (loc'h)   | Océan Atlantique                          | 56                   | 56                      |                        |
| Authie                    | Manche                                    | 108                  | 108                     |                        |
| Auzance                   | Océan Atlantique                          | 38                   | 38                      |                        |
| Aven                      | Océan Atlantique                          | 39                   | 39                      |                        |
| Ay                        | Manche                                    | 33                   | 33                      |                        |
| Baillaury                 | Mer Méditerranée                          | 8,5                  | 8,5                     |                        |
| Banche                    | Manche                                    | 22                   | 22                      |                        |
| Baraci                    | Mer Méditerranée                          | 17                   | 17                      |                        |
| Batailler                 | Mer Méditerranée                          | 11                   | 11                      |                        |
| Bélon                     | Océan Atlantique                          | 26                   | 26                      |                        |
| Bevinco                   | Mer Tyrrhénienne                          | 28                   | 28                      |                        |
| Bidassoa                  | Océan Atlantique                          | 66                   | 28                      |                        |
| Blavet                    | Océan Atlantique                          | 149                  | 149                     |                        |
| Boivre                    | Océan Atlantique                          | 17                   | 17                      |                        |
| Borrigo                   | Mer Méditerranée                          | 8,4                  | 8,4                     |                        |
| Boscq                     | Manche                                    | 18                   | 18                      |                        |
| Boudigau                  | Océan Atlantique                          | 26                   | 26                      |                        |
| Brague                    | Mer Méditerranée                          | 21                   | 21                      |                        |
| Bravona                   | Mer Tyrrhénienne                          | 37                   | 37                      |                        |
| Bresle                    | Manche                                    | 68                   | 68                      |                        |
| Buccatoggio               | Mer Tyrrhénienne                          | 9,9                  | 9,9                     |                        |
| Buggiu                    | Mer Méditerranée                          | 10                   | 10                      |                        |
| Butturacci                | Mer Méditerranée                          | 12                   | 12                      |                        |
| Cagne                     | Mer Méditerranée                          | 28                   | 28                      |                        |
| Canche                    | Manche                                    | 100                  | 100                     |                        |
| Canella                   | Mer Méditerranée                          | 16                   | 16                      |                        |
| Careï                     | Mer Méditerranée                          | 10                   | 10                      |                        |
| Cavo                      | Mer Tyrrhénienne                          | 22                   | 22                      |                        |
| Charente                  | Océan Atlantique                          | 381                  | 381                     | charentais(e)          |
| Chiola                    | Mer Tyrrhénienne                          | 12                   | 12                      |                        |
| Chiosura                  | Mer Tyrrhénienne                          | 12                   | 12                      |                        |
| Chiuni                    | Mer Méditerranée                          | 16                   | 16                      |                        |
| Couesnon                  | Manche                                    | 97                   | 97                      |                        |
| Courant d'Huchet          | Océan Atlantique                          | 5                    | 5                       |                        |
| Courant de Contis         | Océan Atlantique                          | 31                   | 31                      |                        |
| Courant de Mimizan        | Océan Atlantique                          | 7                    | 7                       |                        |
| Courant de Soustons       | Océan Atlantique                          | 7                    | 7                       |                        |
| Curé                      | Océan Atlantique                          | 45                   | 45                      |                        |
| Dardo                     | Mer Méditerranée                          | 6,9                  | 6,9                     |                        |
| Diélette                  | Manche                                    | 13                   | 13                      |                        |
| Dives                     | Manche                                    | 105                  | 105                     |                        |
| Divette                   | Manche                                    | 28                   | 28                      |                        |
| Dordogne                  | Océan Atlantique (estuaire de la Gironde) | 483                  | 483                     | dordognais(e)          |
| Dourduff                  | Manche                                    | 21                   | 21                      |                        |
| Douron                    | Manche                                    | 28                   | 28                      |                        |
| Douve                     | Manche                                    | 79                   | 79                      |                        |
| Drochon                   | Manche                                    | 5,4                  | 5,4                     |                        |
| Drouet                    | Manche                                    | 7                    | 7                       |                        |
| Dun                       | Manche                                    | 13                   | 13                      | dunois                 |
| Durdent                   | Manche                                    | 25                   | 25                      |                        |
| Ellé                      | Océan Atlantique                          | 60                   | 60                      |                        |
| Élorn                     | Mer d'Iroise                              | 56                   | 56                      |                        |
| Escaut                    | Mer du Nord                               | 355                  | 98                      | scaldien(ne)           |
| Rivière d'Étel            | Océan Atlantique                          | 35                   | 35                      |                        |
| Eygoutier                 | Mer Méditerranée                          | 15                   | 15                      |                        |
| Eyre (ou Leyre)           | Océan Atlantique                          | 116                  | 116                     |                        |
| Falleron                  | Océan Atlantique                          | 52                   | 52                      |                        |
| Fango                     | Mer Méditerranée                          | 23                   | 23                      |                        |
| Figarella                 | Mer Méditerranée                          | 24                   | 24                      |                        |
| Fium'Albino               | Mer Méditerranée                          | 7,7                  | 7,7                     |                        |
| Fium'Alto                 | Mer Tyrrhénienne                          | 31                   | 31                      |                        |
| Fiume Santu               | Mer Méditerranée                          | 9,9                  | 9,9                     |                        |
| Fiumorbo                  | Mer Méditerranée                          | 46                   | 46                      |                        |
| Flèche                    | Manche                                    | 23                   | 23                      |                        |
| Flora                     | Manche                                    | 10                   | 10                      |                        |
| Fossan                    | Mer Méditerranée                          | 5,3                  | 5,3                     |                        |
| Francolu                  | Mer Tyrrhénienne                          | 11                   | 11                      |                        |
| Frémur (est)              | Manche                                    | 21                   | 21                      |                        |
| Frémur (ouest)            | Manche                                    | 19                   | 19                      |                        |
| Gapeau                    | Mer Méditerranée                          | 47                   | 47                      |                        |
| Garonne                   | Océan Atlantique (estuaire de la Gironde) | 647                  | 523                     | garonnais(e)           |
| Giscle                    | Mer Méditerranée                          | 27                   | 27                      |                        |
| Golo                      | Mer Tyrrhénienne                          | 90                   | 90                      |                        |
| Gorbio                    | Mer Méditerranée                          | 8,5                  | 8,5                     |                        |
| Gouessant                 | Manche                                    | 41                   | 41                      |                        |
| Gouët                     | Manche                                    | 47                   | 47                      |                        |
| Goyen                     | Océan Atlantique                          | 32                   | 32                      |                        |
| Grand Vallat              | Mer Méditerranée                          | 16                   | 16                      |                        |
| Grande Frayère            | Mer Méditerranée                          | 6,9                  | 6,9                     |                        |
| Guillec                   | Manche                                    | 25                   | 25                      |                        |
| Guyoult                   | Manche                                    | 33                   | 33                      |                        |
| Hérault                   | Mer Méditerranée                          | 148                  | 148                     | héraultais(e)          |
| Horn                      | Manche                                    | 30                   | 30                      |                        |
| Huveaune                  | Mer Méditerranée                          | 48                   | 48                      |                        |
| Ic                        | Manche                                    | 17                   | 17                      |                        |
| Isole                     | Océan Atlantique                          | 48                   | 48                      |                        |
| Jaudy                     | Manche                                    | 48                   | 48                      |                        |
| Kerallé                   | Manche                                    | 16                   | 16                      |                        |
| Kerdu                     | Manche                                    | 7,1                  | 7,1                     |                        |
| Kergolo                   | Manche                                    | 4                    | 4                       |                        |
| Lagunienu                 | Mer Tyrrhénienne                          | 7,3                  | 7,3                     |                        |
| Laïta                     | Océan Atlantique                          | 17                   | 17                      |                        |
| Las                       | Mer Méditerranée                          | 12                   | 12                      |                        |
| Lava                      | Mer Méditerranée                          | 13                   | 13                      |                        |
| Lay                       | Océan Atlantique                          | 119                  | 119                     |                        |
| Léguer                    | Manche                                    | 60                   | 60                      |                        |
| Lerre                     | Manche                                    | 18                   | 18                      |                        |
| Lez                       | Mer Méditerranée                          | 30                   | 30                      |                        |
| Liamone                   | Mer Méditerranée                          | 41                   | 41                      |                        |
| Liane                     | Manche                                    | 37                   | 37                      |                        |
| Libron                    | Mer Méditerranée                          | 44                   | 44                      |                        |
| Liscia                    | Mer Méditerranée                          | 13                   | 13                      |                        |
| Liscu                     | Mer Méditerranée                          | 11                   | 11                      |                        |
| Loire                     | Océan Atlantique                          | 1 006                | 1 006                   | ligérien(ne)           |
| Loup                      | Mer Méditerranée                          | 49                   | 49                      |                        |
| Luri                      | Mer Tyrrhénienne                          | 11                   | 11                      |                        |
| Magnan                    | Mer Méditerranée                          | 13                   | 13                      |                        |
| Maravenne                 | Mer Méditerranée                          | 13                   | 13                      |                        |
| Marle (ruisseau de Rohan) | Océan Atlantique                          | 15                   | 15                      |                        |
| Massane                   | Mer Méditerranée                          | 22                   | 22                      |                        |
| Maye                      | Manche                                    | 38                   | 38                      |                        |
| Rivière de Merrien        | Océan Atlantique                          | 7                    | 7                       |                        |
| Meuse                     | Mer du Nord                               | 950                  | 486                     | mosan(e)               |
| Minaouët                  | Océan Atlantique                          | 10                   | 10                      |                        |
| Rivière de Morlaix        | Manche                                    | 24                   | 24                      |                        |
| Moros                     | Océan Atlantique                          | 17                   | 17                      |                        |
| Nivelle                   | Océan Atlantique                          | 45                   | 41                      |                        |
| Rivière de Noyalo         | Océan Atlantique                          | 21                   | 21                      |                        |
| Odet                      | Océan Atlantique                          | 62                   | 62                      |                        |
| Olmeta                    | Mer Méditerranée                          | 7,3                  | 7,3                     |                        |
| Orb                       | Mer Méditerranée                          | 136                  | 136                     |                        |
| Orne                      | Manche                                    | 170                  | 170                     | ornais(e)              |
| Ortolo                    | Mer Méditerranée                          | 32                   | 32                      |                        |
| Oso                       | Mer Tyrrhénienne                          | 23                   | 23                      |                        |
| Ostriconi                 | Mer Méditerranée                          | 23                   | 23                      |                        |
| Paillon                   | Mer Méditerranée                          | 36                   | 36                      |                        |
| Pellegrin                 | Mer Méditerranée                          | 5,5                  | 5,5                     |                        |
| Rivière de Penerf         | Océan Atlantique                          | 25                   | 25                      |                        |
| Penfeld                   | Rade de Brest                             | 16                   | 16                      |                        |
| Penzé                     | Manche                                    | 40                   | 40                      |                        |
| Pietracorbara             | Mer Tyrrhénienne                          | 9,5                  | 9,5                     |                        |
| Poggiolo                  | Mer Tyrrhénienne                          | 6,9                  | 6,9                     |                        |
| Rivière de Pont-l'Abbé    | Océan Atlantique                          | 25                   | 25                      |                        |
| Porto                     | Mer Méditerranée                          | 24                   | 24                      |                        |
| Porz Donan                | Manche                                    | 3                    | 3                       |                        |
| Préconil                  | Mer Méditerranée                          | 14                   | 14                      |                        |
| Prunelli                  | Mer Méditerranée                          | 44                   | 44                      |                        |
| Quillimadec               | Manche                                    | 22                   | 22                      |                        |
| Quinic                    | Manche                                    | 8                    | 8                       |                        |
| Rance                     | Manche                                    | 104                  | 104                     |                        |
| Rat                       | Manche                                    | 11                   | 11                      |                        |
| Ravaner                   | Mer Méditerranée                          | 11                   | 11                      |                        |
| Regino                    | Mer Méditerranée                          | 19                   | 19                      |                        |
| Reppe                     | Mer Méditerranée                          | 18                   | 18                      |                        |
| Rhin                      | Mer du Nord                               | 1 233                | 188                     | rhénan(e)              |
| Rhône                     | Mer Méditerranée                          | 812                  | 545                     | rhodanien(ne)          |
| Riberette                 | Mer Méditerranée                          | 20                   | 20                      |                        |
| Rizzanese                 | Mer Méditerranée                          | 44                   | 44                      |                        |
| Roscoat                   | Manche                                    | 13                   | 13                      |                        |
| Roubaud                   | Mer Méditerranée                          | 8,3                  | 8,3                     |                        |
| Roya                      | Mer Méditerranée (Embouchure en Italie)   | 60                   | 40                      |                        |
| Saâne                     | Manche                                    | 41                   | 41                      |                        |
| Sagone                    | Mer Méditerranée                          | 22                   | 22                      |                        |
| Saigue                    | Manche                                    | 11                   | 11                      |                        |
| Rivière Saint-Éloi        | Océan Atlantique                          | 37                   | 37                      |                        |
| Saint-Laurent             | Océan Atlantique                          | 11                   | 11                      |                        |
| Saire                     | Manche                                    | 30                   | 30                      |                        |
| Scie                      | Manche                                    | 37                   | 37                      |                        |
| Scorff                    | Océan Atlantique                          | 79                   | 79                      |                        |
| Seccu                     | Mer Méditerranée                          | 16                   | 16                      |                        |
| Sée                       | Manche                                    | 78                   | 78                      |                        |
| Seine                     | Manche                                    | 775                  | 775                     | séquanais(e)           |
| Sélune                    | Manche                                    | 91                   | 91                      |                        |
| Seudre                    | Océan Atlantique                          | 68                   | 68                      |                        |
| Seulles                   | Manche                                    | 72                   | 72                      |                        |
| Sèvre Niortaise           | Océan Atlantique                          | 158                  | 158                     | sévrien(ne)            |
| Siagne                    | Mer Méditerranée                          | 44                   | 44                      |                        |
| Sienne                    | Manche                                    | 93                   | 93                      |                        |
| Sinope                    | Manche                                    | 18                   | 18                      |                        |
| Sisco                     | Mer Tyrrhénienne                          | 6,5                  | 6,5                     |                        |
| Slack                     | Manche                                    | 22                   | 22                      |                        |
| Solenzara                 | Mer Tyrrhénienne                          | 22                   | 22                      |                        |
| Somme                     | Manche                                    | 245                  | 245                     | samarien(ne)           |
| Stabiacciu                | Mer Tyrrhénienne                          | 17                   | 17                      |                        |
| Taravo                    | Mer Méditerranée                          | 66                   | 66                      |                        |
| Tavignano                 | Mer Tyrrhénienne                          | 89                   | 89                      |                        |
| Tech                      | Mer Méditerranée                          | 84                   | 84                      |                        |
| Ter                       | Océan Atlantique                          | 10                   | 10                      |                        |
| Têt                       | Mer Méditerranée                          | 115                  | 115                     |                        |
| Thar                      | Manche                                    | 25                   | 25                      |                        |
| Touloubre                 | Mer Méditerranée                          | 59                   | 59                      |                        |
| Touques                   | Manche                                    | 108                  | 108                     |                        |
| Travo                     | Mer Tyrrhénienne                          | 33                   | 33                      |                        |
| Trieux                    | Manche                                    | 72                   | 72                      |                        |
| U Guadu Grande            | Mer Méditerranée                          | 9,5                  | 9,5                     |                        |
| Uhabia                    | Océan Atlantique                          | 15                   | 15                      |                        |
| Untxin                    | Océan Atlantique                          | 11                   | 11                      |                        |
| Valmont                   | Manche                                    | 14                   | 14                      |                        |
| Vanlée                    | Manche                                    | 16                   | 16                      |                        |
| Var                       | Mer Méditerranée                          | 114                  | 114                     | varois(e)              |
| Ventilegne                | Mer Méditerranée                          | 9,3                  | 9,3                     |                        |
| Véret                     | Manche                                    | 13                   | 13                      |                        |
| Veules                    | Manche                                    | 1,15                 | 1,15                    |                        |
| Vidourle                  | Mer Méditerranée                          | 95                   | 95                      |                        |
| Vie                       | Océan Atlantique                          | 62                   | 62                      |                        |
| Vilaine                   | Océan Atlantique                          | 218                  | 218                     |                        |
| Vincin                    | Océan Atlantique                          | 16                   | 16                      |                        |
| Vire                      | Manche                                    | 128                  | 128                     | virois(e)              |
| Vistre                    | Mer Méditerranée                          | 49                   | 49                      |                        |
| Warrenne                  | Manche                                    | 3,4                  | 3,4                     |                        |
| Wimereux                  | Manche                                    | 22                   | 22                      |                        |
| Yar                       | Manche                                    | 20                   | 20                      |                        |
| Yères                     | Manche                                    | 40                   | 40                      |                        |
| Yser                      | Mer du Nord                               | 78                   | 28                      |                        |

## Guyane

Carte de Guyane avec les principaux cours d'eau.

Liste des fleuves de Guyane, ordonnée par longueur décroissante. Tous ces fleuves se jettent dans l'océan Atlantique.
| Cours d'eau | Longueur (km) |
| ----------- | ------------- |
| Maroni      | 612           |
| Mana        | 462           |
| Oyapock     | 403           |
| Approuague  | 335           |
| Sinnamary   | 262           |
| Mahury      | 169           |
| Iracoubo    | 160           |
| Kourou      | 144           |
| Organabo    | 17,4          |

## La Réunion
| \| Localisation de La Réunion dans le Monde \| OCÉAN INDIEN Piton · des Neiges 3 071 m Piton de la · Fournaise 2 632 m Rivière des · Pluies Rivière du Mât Rivière · des Galets Rivière des Marsouins Rivière de l'Est Rivière · des Remparts Rivière St-Étienne Saint- · Denis Sainte- · Suzanne Sainte- · Marie Saint-Benoît Saint-André Bras-Panon Salazie La Plaine-des-Palmistes Sainte-Rose Saint-Paul Le Port La · Possession Saint-Leu Les Trois-Bassins Saint-Pierre Les Avirons L'Étang- · Salé Saint-Louis Cilaos Entre-Deux Le Tampon Petite-Île Saint-Joseph Saint-Philippe |
| Localisation de La Réunion dans le Monde |

| Localisation de La Réunion dans le Monde |

| \| Localisation de La Réunion dans le Monde \| OCÉAN INDIEN Piton · des Neiges 3 071 m Piton de la · Fournaise 2 632 m Rivière des · Pluies Rivière du Mât Rivière · des Galets Rivière des Marsouins Rivière de l'Est Rivière · des Remparts Rivière St-Étienne Saint- · Denis Sainte- · Suzanne Sainte- · Marie Saint-Benoît Saint-André Bras-Panon Salazie La Plaine-des-Palmistes Sainte-Rose Saint-Paul Le Port La · Possession Saint-Leu Les Trois-Bassins Saint-Pierre Les Avirons L'Étang- · Salé Saint-Louis Cilaos Entre-Deux Le Tampon Petite-Île Saint-Joseph Saint-Philippe |
| Localisation de La Réunion dans le Monde |

| Localisation de La Réunion dans le Monde |

Liste des fleuves de La Réunion, ordonnée par ordre alphabétique. Tous ces fleuves se jettent dans l'océan Indien.
| Cours d'eau                      | Longueur (km) |
| -------------------------------- | ------------- |
| Rivière d'Abord                  | 20,3          |
| Rivière de l'Est                 | 21,2          |
| Rivière des Galets               | 36,2          |
| Rivière Langevin                 | 18,3          |
| Rivière des Marsouins            | 32,3          |
| Rivière du Mât                   | 34,8          |
| Rivière des Pluies               | 18,5          |
| Rivière des Remparts             | 27,1          |
| Rivière des Roches               | 17,9          |
| Rivière Saint-Denis (La Réunion) | 15,5          |
| Rivière Saint-Étienne            | 35,1          |
| Ravine Saint-Gilles              | 21,4          |
| Rivière Saint-Jean               | 16,8          |
| Rivière Sainte-Suzanne           | 18,8          |

## Guadeloupe
Liste des fleuves de la Guadeloupe de plus de 5 km de longueur, ordonnée par longueur décroissante. Tous ces fleuves sont situés sur l'île de Basse-Terre.
| Cours d'eau                           | Longueur (km) |
| ------------------------------------- | ------------- |
| Grande Rivière à Goyaves              | 38,6          |
| Rivière la Lézarde (Guadeloupe)       | 25,4          |
| Ravine Gaschet                        | 19,2          |
| Grande Rivière des Vieux-Habitants    | 18,8          |
| Rivière Moustique (Sainte-Rose)       | 18,1          |
| Grande Rivière de la Capesterre       | 18,0          |
| Rivière Moustique (Petit-Bourg)       | 17,4          |
| Rivière de Saint-Louis                | 17,3          |
| Ravine Bacadore                       | 15,9          |
| Rivière la Rose                       | 15,3          |
| Petite Rivière à Goyave               | 14,9          |
| Rivière Mahault                       | 13,4          |
| Rivière du Grand Carbet               | 12,9          |
| Rivière du Pérou                      | 12,9          |
| Rivière de la Ramée                   | 12,5          |
| Rivière Houaromand                    | 12,1          |
| Le Galion                             | 11,8          |
| Rivière de Nogent                     | 11,8          |
| Rivière d'Audoin                      | 11,4          |
| Rivière du Vieux-Fort (Marie-Galante) | 11,2          |
| Rivière de Sainte-Marie               | 11,1          |
| Rivière Salée                         | 10,4          |
| Rivière des Pères                     | 9,9           |
| Rivière de Beaugendre                 | 9,6           |
| Rivière du Petit Carbet               | 9,0           |
| Rivière Grande Anse                   | 8,9           |
| Rivière du Baillif                    | 8,8           |
| Rivière du Plessis                    | 8,7           |
| Rivière du Lamentin                   | 8,6           |
| Rivière la Sarcelle                   | 8,1           |
| Rivière Lostau                        | 8,1           |
| Rivière Grande Plaine                 | 8,0           |
| Rivière Petite Plaine                 | 7,5           |
| Rivière du Bananier                   | 7,3           |
| Rivière du Trou au Chien              | 7,3           |
| Rivière Bourceau                      | 6,9           |
| Rivière du Coin                       | 6,9           |
| Rivière de Baille-Argent              | 6,7           |
| Rivière du Vieux-Fort (Basse-Terre)   | 6,7           |
| Rivière aux Herbes                    | 6,3           |
| Rivière Saint-Denis (Guadeloupe)      | 6,2           |
| Rivière Ferry                         | 5,5           |
| Rivière Madame                        | 5,3           |
| Rivière Sens                          | 5,1           |

## Martinique
| Cours d'eau                     | Longueur (km) |
| ------------------------------- | ------------- |
| Rivière la Lézarde (Martinique) | 35,6          |
| Rivière Case Navire             | 13,6          |
| Roxelane                        | 7,9           |